# Anchorage Bay
Die Anchorage Bay (englisch für Ankerbucht) ist eine kleine Bucht an der Nordküste Südgeorgiens. Sie liegt 3 km südlich des Kap Best auf der Westseite der Fortuna Bay.
Kartiert wurde sie zwischen 1929 und 1930 von Wissenschaftlern der britischen Discovery Investigations. Diese benannten sie so, weil sie einen geschützten Ankerplatz bietet.